# Otto Lesser
| Planetoida                 | Data odkrycia    |
| -------------------------- | ---------------- |
| (62) Erato                 | 14 września 1860 |
| wraz z Wilhelmem Försterem |                  |

Otto Leberecht Lesser (ur. 16 października 1830 w Brotterode, zm. 12 sierpnia 1887 w Hanowerze) – niemiecki astronom.
W 1860 roku w Berlinie odkrył, wraz z Wilhelmem Foersterem, planetoidę (62) Erato. Było to pierwsze odnotowane odkrycie asteroidy przez dwóch obserwatorów.